# النی آندریولا
النی آندریولا (به انگلیسی: Eleni Andriola) ژیمناست زادهٔ ۹ نوامبر ۱۹۸۶ میلادی اهل کشور یونان است.